# 恋するシェフの最強レシピ
『恋するシェフの最強レシピ』（こいするシェフのさいきょうレシピ、原題：喜欢·你、This Is Not What I Expected）は、2017年の香港・中国合作のロマンティック・コメディ映画。監督はデレク・ホイ、製作はピーター・チャンで、金城武とチョウ・ドンユィが出演。原作はラン・バイスーの小説『男人使用手册』。中国で2017年4月27日に公開された。
2017年の第30回東京国際映画祭では、ワールド・フォーカス部門で『こんなはずじゃなかった!』の邦題で上映された。

## あらすじ
ホテルのウェスタン・レストランのシェフを務める29歳のグー・ションナン（チョウ・ドンユィ）は、ホテルのジェネラル・マネージャーと秘密の交際をしていた。しかし金融危機がホテルを襲い、ションナンはマネージャーと破局し同時に仕事も失ってしまう。この苦難の中、ションナンはホテルの経営の後任となった傲慢なルー・ジン（金城武）と出会う。二人は正反対な性格にもかかわらず、食への愛をきっかけに関係が築かれていく。

## キャスト
| 役名               | 俳優             | 日本語吹替 |
| ------------------ | ---------------- | ---------- |
| ルー・ジン         | 金城武           | 東地宏樹   |
| グー・ションナン   | チョウ・ドンユィ | 山本希望   |
| ルーの個人シェフ   | リン・チーリン   | 松野朋子   |
| リチャード・モン   | スン・イージョウ | K-z        |
| シュウ・ジャオティ | ミン・シー       | 天野琴恵   |
| チェン・ジーチェン | トニー・ヤン     | 岩﨑洋介   |

## 興行収入
映画は中国で総額209億9000人民元の興行収入を記録した。

## エピソード
- チョウ・ドンユィは、ホテルを貸し切ってのロケは時間に制約があるため、36時間以内に終わらせる必要があったが、金城武は不眠不休の撮影に挑み、難なくやり遂げ、「カッコいいだけじゃなく、体力があることにも驚いた」という撮影中の秘話を明かしている[6]。チョウ・ドンユィは、カレンダーを買ったこともあるほどの金城武のファンであるが、「この映画を見たら、女性ファンたちに恨まれると思う」と語っている[6]。
- ピーター・チャンは、撮影中に『君さえいれば/金枝玉葉』（1994年）を思い出しており、当時『君さえいれば/金枝玉葉』の上映館のとなりで、ウォン・カーウァイの『恋する惑星』（1994年）が上映されており、そこで出演していた金城武を「発見」し、「これまでに見た若手俳優の中で、心を動かされたのは彼だけ」と、運命を感じたことを明かしている[6]。
- 友情出演したリン・チーリンは、金城武という名前を聞いただけで、脚本を見ることもなく出演を承諾し、金城武について「とても深い考えの持ち主で、人が見えない部分までよく見えている」と語っている[7]。

## 受賞とノミネート
| 賞                                    | カテゴリー                   | 対象                           | 結果       | 出典          |
| ------------------------------------- | ---------------------------- | ------------------------------ | ---------- | ------------- |
| 第2回ゴールデン・スクリーン・アワード | 共同製作賞（グランプリ）     | 『恋するシェフの最強レシピ』   | 受賞       | [ 8 ]         |
| 第2回ゴールデン・スクリーン・アワード | 主演男優賞                   | 金城武                         | 受賞       | [ 8 ]         |
| 第14回広州学生映画祭                  | 主演女優賞                   | チョウ・ドンユィ               | 受賞       | [ 9 ]         |
| 第12回アジア・フィルム・アワード      | 主演女優賞                   | チョウ・ドンユィ               | ノミネート | [ 10 ]        |
| 第12回アジア・フィルム・アワード      | 新人監督賞                   | デレク・ホイ                   | ノミネート | [ 10 ]        |
| 第12回アジア・フィルム・アワード      | プロダクションデザイン賞     | ベン・ルク                     | ノミネート | [ 10 ]        |
| 第9回中国映画監督協会賞               | 作品賞                       | 『恋するシェフの最強レシピ』   | ノミネート | [ 11 ] [ 12 ] |
| 第9回中国映画監督協会賞               | 主演女優賞                   | チョウ・ドンユィ               | 受賞       | [ 11 ] [ 12 ] |
| 第9回中国映画監督協会賞               | 脚本賞                       | シュイ・イーメン、リー・ユアン | ノミネート | [ 11 ] [ 12 ] |
| 第37回香港電影金像奨                  | 新人監督賞                   | デレク・ホイ                   | ノミネート | [ 13 ]        |
| 第37回香港電影金像奨                  | オリジナル楽曲賞             | "When I Love You"              | ノミネート | [ 13 ]        |
| 第37回香港電影金像奨                  | 衣装・メイクアップデザイン賞 | ドラ・ウ                       | ノミネート | [ 13 ]        |